# TK 10 (Liebherr)
| TK 10                     | TK 10                        |
| ------------------------- | ---------------------------- |
| Hersteller:               | Liebherr                     |
| Max. Tragfähigkeit:       | 2000 kg                      |
| Max. Hakenhöhe:           |                              |
| Max. Hubgeschwindigkeit:  |                              |
| Auslegerteilstellung:     |                              |
| Auslegerausweichstellung: |                              |
| Abstützbasis:             |                              |
| Drehradius:               |                              |
| Tragfähigkeit:            | 4,5 m: 2000 kg; 16 m: 650 kg |
| Antrieb Hubwerk:          |                              |
| Antrieb Drehwerk:         |                              |
| Antrieb Katzfahrwerk:     |                              |

Der TK 10 war im Jahre 1949 der erste fahrbare Turmdrehkran der Firma Liebherr in Kirchdorf an der Iller in Oberschwaben. Er wurde in einer Stückzahl von fünf Exemplaren gebaut.

## Fahrbarer Turmdrehkran
Am 19. August 1949 meldete Hans Liebherr den TK 10 unter dem Stichwort Fahrbarer Turmdrehkran beim Deutschen Patentamt in München an. Davor verfeinerte er seine Ideenskizzen und ließ sich von einem Konstrukteur Werkzeichnungen anfertigen. Schließlich baute er den ersten Kran mit einigen Schlossern und Schmieden in Kirchdorf an der Iller zusammen.
Die Vorstellung des ersten Kranes auf der Frankfurter Herbstmesse war ein Misserfolg. Der Kran erregte Interesse, aber kein einziges Exemplar wurde zunächst geordert oder später verkauft. Glücklicherweise gingen einige Wochen später doch Bestellungen ein. Als erstes wurde der Messe-Prototyp verkauft und beim Aufbau des Wiesbadener Rathauses verwendet. Es wurden noch vier weitere Kräne der Serie TK 10 von zumeist ungelernten Arbeitern hergestellt.

## Beschreibung
Der Kran hatte ein elektrisch angetriebenes Schienenfahr- und Hubwerk. Das Verstellwerk für den Ausleger fehlte. Das Getriebe bestand aus offen liegenden Zahnrädern ohne permanente Ölschmierung. Der Kran wurde mit Handrädern bewegt. Am Unterwagen des Krans war eine Achse montiert, auf die zum Straßentransport luftbereifte Räder geschraubt wurden. Damit konnte der Kran auf der Straße transportiert werden. Er ließ sich innerhalb von zwei bis drei Stunden aufbauen.
Am Ende des Jahres 1950 waren im Stammwerk in Kirchdorf schon einhundertzehn Arbeiter beschäftigt. Sie stellten in diesem Jahr 160 Turmdrehkräne her. Die Firma erreichte in diesem Jahr einen Jahresumsatz von 2,2 Millionen DM. Das Nachfolgemodell des TK 10 mit anderen Lastmomenten, der TK 6, kostete 8.950 DM (was in heutiger Kaufkraft etwa 30.100 Euro entspricht).